# Twelve Mile Lake Township
Twelve Mile Lake Township est un township, du comté d'Emmet en Iowa, aux États-Unis,,.
Le township est nommé en référence au lac Twelve Mile Lake qui est situé à 12 miles d'Estherville.

## Source de la traduction
- (en) Cet article est partiellement ou en totalité issu de l’article de Wikipédia en anglais intitulé « Twelve Mile Lake Township, Emmet County, Iowa » (voir la liste des auteurs).